# 2152 Hannibal
2152 Hannibal este un asteroid din centura principală, descoperit pe 19 noiembrie 1978 de Paul Wild.